# Jerzy Kaczmarek (szermierz)
Jerzy Mieczysław Kaczmarek (ur. 8 stycznia 1948 w Lubsku) – polski szermierz, florecista, złoty medalista olimpijski i czterokrotny medalista mistrzostw świata.

## Życiorys
W 1965 roku ukończył VIII Liceum Ogólnokształcące im. Adama Mickiewicza w Poznaniu, a w 1976 warszawską AWF. 
Zawodnik poznańskich klubów: Lecha (debiut w 1961, pierwszy trener Ignacy Hoffa) i Warty (Jan Nowak) oraz Legii Warszawa (Andrzej Przeździecki; w kadrze narodowej Zbigniew Skrudlik i Władysław Kurpiewski).
Mistrz świata juniorów w 1968. Złoty medalista igrzysk olimpijskich w Monachium w 1972 w drużynowym konkursie florecistów. W skład drużyny mistrzów oprócz Kaczmarka weszli: Arkadiusz Godel, Marek Dąbrowski, Lech Koziejowski i Witold Woyda.  
Czterokrotnie zdobywał drużynowe medale mistrzostw świata: srebrne na MŚ w Hawanie (1969), MŚ w Wiedniu (1971) i MŚ w Grenoble (1974) oraz brązowy na MŚ w Göteborgu (1973). Mistrz, dwukrotny wicemistrz i trzykrotny brązowy medalista mistrzostw Polski. 
W 1972 został odznaczony Złotym Krzyżem Zasługi.
Po zakończeniu kariery wyjechał do Niemiec, gdzie rozpoczął pracę jako trener szermierki akademickiej w berlińskich korporacjach akademickich.